# Franz Jung-Ilsenheim
Franz Xaver Jung-Ilsenheim (* 31. August 1883 in Wien; † 18. September 1963 in Salzburg) war ein österreichischer Maler. Zu seinen Werken zählten nicht nur zahlreiche Gemälde, meist mit Jagd- oder Landschaftsmotiven, sondern auch Entwürfe, die als Ansichtskarten vertrieben worden sind, so im „Wia“-Künstlerkarten-Verlag Teplitz-Schönau. Zum 1. Mai 1938 trat er der NSDAP bei (Mitgliedsnummer 6.195.640).

## Ehrungen
In Salzburg-Aigen ist eine Straße nach ihm benannt.